# Chetoptilia cyanea
Chetoptilia cyanea är en tvåvingeart som beskrevs av Louis-Paul Mesnil 1968. Chetoptilia cyanea ingår i släktet Chetoptilia och familjen parasitflugor.
Artens utbredningsområde är Madagaskar. Inga underarter finns listade i Catalogue of Life.